# Earwig e la strega (film)
Earwig e la strega (アーヤと魔女?, Āya to majo, lett. "Āya e la strega") è un film d'animazione del 2020 diretto da Gorō Miyazaki e prodotto dallo Studio Ghibli, con NHK e NEP Enterprise. Basato sul romanzo omonimo di Diana Wynne Jones, è interpretato da Shinobu Terajima, Etsushi Toyokawa, Gaku Hamada e Kokoro Hirasawa.
Venne trasmesso in televisione per la prima volta il 30 dicembre 2020 su NHK General TV e sarebbe dovuto uscire nelle sale cinematografiche, distribuito da Toho, a partire dal 29 aprile 2021, prima che la data venisse posticipata al 27 agosto a causa della pandemia di COVID-19. Si tratta quindi del secondo film televisivo prodotto dallo Studio Ghibli, dopo Si sente il mare (1993).
Il film doveva essere originariamente proiettato nelle sale italiane da Lucky Red dal 24 giugno 2021, ma in seguito è stato posticipato al 21 luglio successivo.

## Trama
Inghilterra, anni '90. Una strega abbandona la figlia Earwig all'orfanotrofio di St. Morwald; la matrona del posto, ritenendo il nome Earwig inadatto per una bambina, la rinomina Erica Wigg. Passano gli anni ed Earwig diventa una bambina di 10 anni spocchiosa, estremamente furba e manipolativa, con uno speciale talento a farsi ben volere dalle persone, portandole a fare tutto quello che lei vuole. È quindi decisamente indisposta a farsi adottare, in quanto si sente regina del suo orfanotrofio e il suo migliore amico è Budino. Un giorno, Earwig viene però adottata contro la sua volontà da una coppia formata da Bella Yaga e Mandragora; Bella Yaga rivela alla bambina che ella è una strega, e che l'ha adottata solo per "un nuovo paio di mani" che l'aiutassero in casa. Earwig accetta di aiutarla solo se Bella Yaga le insegna la magia; si mette dunque all'opera per preparare ingredienti per le pozioni di Yaga e pulire la camera, ma diventa sempre più frustrata quando vede sia che Mandragola ha magicamente chiuso tutte le uscite sia che Bella Yaga non le insegna alcuna magia.
Earwig è così costretta a passare il tempo in casa ad ascoltare nastri di una vecchia band, guarda caso chiamata Earwig; scoprendo poi che Thomas, il gatto di Bella Yaga, è in grado di parlare, Earwig viene con lui nel laboratorio di notte per preparare una pozione che li renda resistenti alla magia e quindi alle punizioni di Bella Yaga, ma anche che doni alla strega un vero e proprio paio aggiuntivo di mani in modo che Earwig non debba più lavorare. L'incantesimo riesce e Bella Yaga, furiosa per quanto le è capitato, evoca dei vermi magici nella camera di Earwig ma quest'ultima si dimostra resistente alla sua magia e li spedisce in un buco nel muro; il furibondo Mandragola causa un pandemonio nella casa, ed Earwig ne approfitta per intrufolarsi nella sua camera, dove scopre che lui e Bella Yaga erano membri della band da lei amata.
Mandragola impone così a Bella Yaga di trasformare Earwig nella propria assistente e apprendista strega, in modo che incidenti simili non si ripetano più. Un po' contrariata la strega accetta e Earwig ben presto riesce a dominare la casa esattamente come faceva nel suo orfanotrofio, arrivando comunque a farsi benvolere dai suoi inquilini. La dimora diventa quindi un luogo pacifico dove Earwig riesce persino a invitare il suo amico Budino per Natale; proprio in quel momento arriva a sorpresa anche la madre di Earwig, anch'ella facente parte della band.

## Personaggi e doppiatori
| Personaggio    | Doppiatore originale | Doppiatore italiano |
| -------------- | -------------------- | ------------------- |
| Erica (Aya)    | Kokoro Hirasawa      | Ilaria Pellicone    |
| Bella Yaga     | Shinobu Terajima     | Daniela Calò        |
| Mandragora     | Etsushi Toyokawa     | Pino Insegno        |
| Thomas         | Gaku Hamada          | Stefano Broccoletti |
| Direttrice     |                      | Liliana Sorrentino  |
| Madre di Erica | Sherina Munaf        | Caterina Shulha     |
| Sig. Jenkins   | Yūji Ueda            |                     |

## Accoglienza

### Incassi
Il lungometraggio ha incassato 173704 $ in Nord America e 468507 $ nel resto del mondo, per un totale di 642211 $.

### Critica
Aya to Majo è stato accolto in maniera negativa dalla critica specializzata. Il sito aggregatore di recensioni Rotten Tomatoes registra una percentuale di gradimento da parte della critica del 29% basato su 68 valutazioni, con un voto medio di 4.9/10 e con un consenso che recita: "Con una storia poco ispirata come la sua animazione, Earwig e la strega è un sorprendente - e quasi totale - fallimento per lo Studio Ghibli". Secondo Metacritic, il film ha ricevuto un'accoglienza "mista", con un punteggio medio su 21 recensioni di 46 su 100.